# Spilopera roseimarginata
Spilopera roseimarginata är en fjärilsart som beskrevs av John Henry Leech 1897. Spilopera roseimarginata ingår i släktet Spilopera och familjen mätare. Inga underarter finns listade i Catalogue of Life.